# Diên Tân, Tân Hương
Diên Tân (chữ Hán giản thể: 延津县, Hán Việt: Diên Tân huyện) là một huyện của địa cấp thị Tân Hương (新乡市), tỉnh Hà Nam, Cộng hòa Nhân dân Trung Hoa. Diên Tân có diện tích 946 km2, dân số năm 2002 là 470.000 người. Mã số bưu chính của Diên Tân là 453200, quận lỵ tại trấn Thành Quan.
Diên Tân được chia thành các đơn vị hành chính gồm 4 trấn: Thành Quan, Phong Trang, Đông Đồn và Tiểu Điểm; các hương: Tăng Cố, Thạch Bà Cố, Ngụy Khâu, Ti Trại, Vương.